# Michael Bloomberg
Michael Rubens Bloomberg (født 14. februar 1942) er stifter og ejer af Bloomberg LP, multi-milliardær og borgmester i New York City i perioden 2002-2013. I 2018 er han registret som verdens 11. rigeste mand. Det formodes, at hans personlige formue udgør mellem 16 og 61 mia. dollars i 2009. Forskellige kilder angiver forskellige tal. 
Michael Bloomberg er af jødisk familie med russisk og polsk afstamning. Bloombergs far, Alexander, født i 1906 i Chelsea i Massachusetts, var bogholder i et mejeri. Farfaderen var en russisk-jødisk immigrant som blev ejendomsmægler. Moderen, Charlotte (Rubens) Bloomberg, født 1909, er datter af en russisk indvandrer og en mor fra New Jersey.

## Karriere
Efter eksamen som elektroingeniør fra Johns Hopkins University fortsatte Michael Bloomberg ved Harvard University, hvor han tog Master of Business Administration (MBA). Efter endte studier begyndte Bloomberg i 1966 at arbejde i firmaet Salomon Brothers, hvor han blev partner seks år efter sin ansættelse, i 1972. Da Salomon Brothers blev opkøbt i 1981 fik han for sin andel af firmaet ca. 10 millioner dollar.
Derefter grundlagde han samme år finansdataagenturet Bloomberg L.P., som blev et meget vellykket og indbringende foretagende. Virksomheden blev efterhånden udvidet til tilgrænsende brancher. 

## Politik
Politisk var han medlem af det Demokratiske Parti i mange år, men skiftede til det Republikanske Parti, da han i 2001 stillede op til og senere vandt posten som borgmester i New York City. Han blev genvalgt som borgmester i 2005.
Den 19. juni 2007 forlod Bloomberg det Republikanske Parti for at blive uafhængig.. Han fik dispensation fra reglen om, at borgmesteren i New York City kun kan bestride embedet i to perioder og valgtes for en tredje periode i 2009, denne gang som uafhængig kandidat.
Den 24. november 2019 annoncerede Bloomberg, at han ville stille op til de Demokratiske primærvalg med målet om at blive Demokraternes præsidentkandidat, der skal udfordre den siddende præsident Donald Trump ved Præsidentvalget i november 2020. Han skabte forbløffelse, beundring og foragt samt adskillige overskrifter med udmeldingen om, at han ingen donationer ville tage fra private borgere og derimod bruge - ifølge ham selv - "mindst 500 millioner dollar" af sin egen formue på blandt andet en intensiv radio- og TV-reklamekampange imod Trump. Den 4. marts 2020, dagen efter den såkaldte Super Tuesday, hvor 16 afstemninger blev afholdt, suspenderede han sin kampagne og støttede op om Joe Biden.